# Nekrolog 1972
Nekrolog
◄◄
| ◄
| 1968
| 1969
| 1970
| 1971
| 1972 | 1973 | 1974 | 1975 | 1976 | ► | ►►
1. Quartal |
2. Quartal |
3. Quartal |
4. Quartal 
Weitere Ereignisse | Allgemeiner Nekrolog 1972
Die Beschreibung der verstorbenen Person sollte so kurz wie möglich gehalten sein und nur deren signifikante Tätigkeit(en) enthalten.
Neue Namen ggf. auch unter dem Geburts- und Sterbedatum, also etwa unter 1. Januar und im Geburts- und Sterbejahr (2024) eintragen (nur bei entsprechender großer Wichtigkeit). Für Beispiele siehe die schon vorhandenen Artikel.
Außerdem über die fünf zuletzt Verstorbenen, zu denen es einen ausreichend guten Artikel für eine Präsentation auf der Hauptseite gibt, nach der todesbedingten Überarbeitung der Artikel ggf. auch unter Wikipedia Diskussion:Hauptseite informieren und sie am besten auch in den anderen Wikipedia-Sprachversionen eintragen. Tipp: Regelmäßig bei news.google.de nach „ist tot“, „gestorben“ oder „verstorben“ suchen.
Wenn eine Person gestorben ist, gibt es viele Seiten zu dieser Person in der Wikipedia, die davon auch betroffen sind und entsprechend aktualisiert werden müssen. Beispiele: Namenübersichtsseite, Geburtsjahr, Geburtsort-Seiten und viele mehr.
Wie finde ich die betroffenen Seiten?
Im Suchfeld auf der linken Seite gibt man den Suchbegriff so ein: „Vorname Nachname“. Dann klickt man auf Volltext und alle Seiten mit entsprechendem Suchtext werden aufgerufen. Hier sieht man dann schnell, wo auch das Todesjahr Sinn macht oder sogar ein Teil des Artikels angepasst werden muss. Auch hilft das „Werkzeug“ auf der linken Seite sehr gut, um solche Seiten aufzufinden: „Links auf diese Seite“. Somit ist die Wikipedia wieder aktuell in allen Bereichen! Hinweis: bei Eintragung der Kategorie „Gestorben JAHR“ wird der Missbrauchsfilter 49 ausgelöst, was jedoch nicht schlimm ist. Siehe: Spezial:Missbrauchsfilter/49
Dies ist eine Liste von im Jahr 1972 verstorbenen bekannten Persönlichkeiten. Die Einträge erfolgen innerhalb der einzelnen Daten alphabetisch sortiert. Tiere sind im Nekrolog für Tiere zu finden.
Die Liste ist nach Quartalen aufgeteilt:
- Nekrolog 1. Quartal 1972: Januar, Februar und März
- Nekrolog 2. Quartal 1972: April, Mai und Juni
- Nekrolog 3. Quartal 1972: Juli, August und September
- Nekrolog 4. Quartal 1972: Oktober, November und Dezember

## Datum unbekannt
| Vic Aicken                     | nordirischer Fußballspieler                                                                          |  |
| Charlie Allen                  | US-amerikanischer Jazzmusiker                                                                        |  |
| Jehuda Almog                   | israelischer Politiker und Unternehmer                                                               |  |
| Guiscardo Améndola             | uruguayischer Maler                                                                                  |  |
| Eduard Andrés                  | deutscher Filmsammler und Filmvermittler                                                             |  |
| Peter Atkinson                 | englischer Fußballspieler                                                                            |  |
| Latif Barzandschi              | Gründungsmitglied und Vizepräsident der Demokratischen Partei Kurdistans                             |  |
| Friedrich Franz Bauer          | deutscher Fotograf                                                                                   |  |
| Michael Baxte                  | amerikanischer Maler in Mexiko                                                                       |  |
| Wilhelm Bayer                  | deutscher Kinderarzt und Euthanasietäter                                                             |  |
| Nikolai Semjonowitsch Below    | sowjetischer und russischer Wissenschaftler auf dem Gebiet der Wasserkraft                           |  |
| Wolfgang Berkefeld             | deutscher Wissenschaftspublizist                                                                     |  |
| Isaak Berkowitsch              | ukrainischer Komponist                                                                               |  |
| Nshan Beshiktashlian           | armenischer Dichter, Romanautor und Satiriker                                                        |  |
| Wilhelm Bock                   | US-amerikanischer Fossiliensammler und Paläontologe                                                  |  |
| Élisabeth Brasseur             | französische Chorleiterin                                                                            |  |
| Gabriel Brown                  | US-amerikanischer Piedmontbluessänger und -gitarrist                                                 |  |
| Douglas Cameron                | britischer Cellist und Musikpädagoge                                                                 |  |
| Benedict Cassen                | US-amerikanischer Medizinphysiker                                                                    |  |
| Josef Clarenz                  | deutscher Landrat                                                                                    |  |
| Nuno Craveiro Lopes            | portugiesischer Architekt                                                                            |  |
| Marten Cumberland              | britischer Journalist und Schriftsteller                                                             |  |
| Conny Dähn                     | deutscher Komponist                                                                                  |  |
| Mackay Davashe                 | südafrikanischer Jazzmusiker                                                                         |  |
| Raymond de Roover              | belgisch-amerikanischer Wirtschafts- und Mentalitätshistoriker                                       |  |
| Max Dibbern                    | deutscher Politiker (FDP), MdHB                                                                      |  |
| Raphaël Drouart                | französischer Druckgrafiker                                                                          |  |
| Eduard Eysenck                 | deutscher Stummfilmschauspieler und Kabarettist                                                      |  |
| Albert Fruth                   | deutscher Verwaltungsjurist und Ministerialbeamter                                                   |  |
| Henri Goiran                   | französischer Diplomat                                                                               |  |
| Arthur Grant                   | britischer Kameramann                                                                                |  |
| Jane Grant                     | US-amerikanische Journalistin                                                                        |  |
| Harald Grieg                   | norwegischer Verleger                                                                                |  |
| Paul Grüneis                   | österreichischer Internist                                                                           |  |
| Julian Gumperz                 | US-amerikanischer Soziologe, Publizist, Übersetzer                                                   |  |
| Ernst Habermas                 | deutscher Manager                                                                                    |  |
| Friedrich Hänssler senior      | deutscher Verleger und Komponist                                                                     |  |
| Frank E. Hamilton              | US-amerikanischer Computeringenieur                                                                  |  |
| Josef Hebel                    | deutscher Bautechniker und Unternehmer                                                               |  |
| Gustav Adolf Hedblom           | schwedischer Maler und Bildhauer                                                                     |  |
| William Hehir                  | britischer Leichtathlet                                                                              |  |
| Elisabeth Heimpel              | deutsche Pädagogin und Sozialpädagogin, Autorin und Herausgeberin                                    |  |
| Robert Heinz                   | deutscher Fußballtrainer                                                                             |  |
| Erik Hesselberg                | norwegischer Künstler                                                                                |  |
| Karl Hofmeister                | deutscher Verwaltungsjurist                                                                          |  |
| Ludwig Holle                   | deutscher Bergbaumanager                                                                             |  |
| Erik Hulthén                   | schwedischer Physiker                                                                                |  |
| Jakob Thorarensen              | isländischer Schriftsteller                                                                          |  |
| Evelyn Jamison                 | britische Mittelalterhistorikerin                                                                    |  |
| Wasif Jawhariyyeh              | palästinensischer Musiker und Chronist                                                               |  |
| Antoine Joseph Jobin           | US-amerikanischer Romanist                                                                           |  |
| David Moffat Johnson           | kanadischer Botschafter                                                                              |  |
| Ginger Johnson                 | nigerianischer Perkussionist                                                                         |  |
| Andreas Karch                  | deutscher Pfarrer und Liedtexter                                                                     |  |
| Arnold Keller                  | deutscher Philologe, Numismatiker und Fachautor                                                      |  |
| Jeanette Kessler               | britische Skirennläuferin                                                                            |  |
| Richard Koch                   | deutscher Ingenieur und Fertigungsplaner                                                             |  |
| Heinz Kock                     | deutscher Politiker (SPD), MdL                                                                       |  |
| Arthur Kolnik                  | französischer Illustrator und Maler                                                                  |  |
| Otto Kraul                     | deutscher Kapitän, Walfänger und Polarforscher                                                       |  |
| Lili Kroeber-Asche             | deutsche Pianistin und Hochschullehrerin                                                             |  |
| Werner Krumme                  | deutscher Funktionshäftling in Auschwitz                                                             |  |
| Nicolae Enric Lahovary         | rumänischer Diplomat                                                                                 |  |
| Charlotte Landau-Mühsam        | deutsche Frauenrechtlerin und Bürgerschaftsabgeordnete in Lübeck                                     |  |
| Jorge Latour                   | brasilianischer Diplomat                                                                             |  |
| Auguste Le Guennant            | französischer Organist, Komponist und Musikpädagoge                                                  |  |
| Harald Lindow                  | dänischer Jurist und Inspektor von Grönland                                                          |  |
| Juan López Sánchez             | spanischer Bauarbeiter, Syndikalist und Politiker                                                    |  |
| Eóin MacWhite                  | irischer Prähistoriker und Diplomat                                                                  |  |
| Janusz Makowski                | polnischer Journalist und römisch-katholischer Politiker                                             |  |
| Adolf Mans                     | deutscher politischer KZ-Häftling                                                                    |  |
| Max Maurer                     | deutscher Polizist                                                                                   |  |
| Thomas Calvert McClary         | amerikanischer Schriftsteller                                                                        |  |
| Hermann Meyer                  | deutsch-israelischer Verleger, Antiquar und Buchhändler                                              |  |
| Maria Naepflin                 | schweizerische Krankenschwester und Autorin                                                          |  |
| Gwendoline Neligan             | britische Florettfechterin                                                                           |  |
| Max Neuhaus                    | deutscher Kaufmann und Generalbevollmächtigter der AEG                                               |  |
| Jacques Noetzlin               | französischer Geologe, Physiker und Vulkanologe                                                      |  |
| Heinrich Nolte                 | deutscher Politiker (SAJ, SPD, SAPD, KPD), MdBB und Widerstandskämpfer gegen den Nationalsozialismus |  |
| Roger Nordmann                 | Schweizer Journalist                                                                                 |  |
| Musa Nuri Esfandiari           | iranischer Diplomat                                                                                  |  |
| Adolf Oehlen                   | deutscher Illustrator und Karikaturist                                                               |  |
| Tom Hatherley Pear             | US-amerikanischer Psychologe                                                                         |  |
| Heinz Petermann                | deutscher Landwirt, Präsident des Raiffeisenverbandes in Hannover                                    |  |
| Fernand Petitpierre            | Schweizer Pädagoge und Autor                                                                         |  |
| Giorgio Piccardi               | italienischer Chemiker                                                                               |  |
| Atanas Trifonow Popow          | bulgarischer Biologe                                                                                 |  |
| H. F. M. Prescott              | britische Schriftstellerin und Historikerin                                                          |  |
| Eduardo Propper de Callejón    | spanischer Diplomat und Retter (von 30.000 Menschen) im Zweiten Weltkrieg                            |  |
| Ionel Rapaport                 | rumänischer Endokrinologe                                                                            |  |
| Ernesto Rapisardi              | italienischer Architekt                                                                              |  |
| Maximilian Rapp                | deutscher Richter                                                                                    |  |
| Hermann Reinhardt              | deutscher Beamter                                                                                    |  |
| Georg August Reischl           | deutscher Lehrer und Heimatforscher                                                                  |  |
| Hans Richter                   | deutscher SS-Führer im RSHA                                                                          |  |
| Werner Röken                   | deutscher Arzt und Standesfunktionär                                                                 |  |
| Donaldo Ross                   | uruguayischer Fußballspieler und -trainer                                                            |  |
| Bernhard Hermann Röttger       | deutscher Kunsthistoriker                                                                            |  |
| Rudolf Rufener                 | Schweizer Gymnasiallehrer (Altphilologe)                                                             |  |
| Wassili Michailowitsch Sarubin | sowjetischer Geheimdienstoffizier                                                                    |  |
| Johannes Sass                  | deutscher Maler und Kunstlehrer                                                                      |  |
| Helmut Josef Schilhabel        | deutscher Maler                                                                                      |  |
| Karl Schmidt                   | deutscher Bundesrichter am Bundesverwaltungsgericht                                                  |  |
| Edgar Schnell                  | deutscher Versicherungsmanager und Kölner Kommunalpolitiker (FDP)                                    |  |
| Karl Schrems                   | deutscher katholischer Theologe                                                                      |  |
| Fawzi Selu                     | syrischer Staatsmann                                                                                 |  |
| Hugo K. Sievers                | chilenischer Zoologe und Politiker                                                                   |  |
| Earl Songer                    | US-amerikanischer Country-Musiker                                                                    |  |
| Herbert Sonnenfeld             | deutscher Fotograf                                                                                   |  |
| H. C. Speir                    | US-amerikanischer Talentscout des Delta Blues                                                        |  |
| Erwin Strassmann               | US-amerikanischer Gynäkologe                                                                         |  |
| Campbell Stuart                | kanadischer Autor, Propagandist                                                                      |  |
| Ludwig Thiele                  | deutscher Architekt                                                                                  |  |
| Henning Thomsen                | deutscher Diplomat                                                                                   |  |
| Nathaniel Azarco Welbeck       | ghanaischer Diplomat, Geschäftsmann und Politiker                                                    |  |
| Rudolf Weydenhammer            | deutscher Industrieller und Nationalsozialist                                                        |  |
| Raymond M. White               | englischer Badmintonspieler                                                                          |  |
| Jankiel Wiernik                | polnischer Holocaustüberlebender                                                                     |  |
| Berthold P. Wiesner            | österreichischer Biologe                                                                             |  |
| Andreas Hofgaard Winsnes       | norwegischer Literatur- und Ideenhistoriker                                                          |  |
| Franz Wohlgemuth               | deutscher Hochschullehrer und Politiker (SED)                                                        |  |
| Willy Zick                     | deutscher Jagdflieger, Motorradrennfahrer und Unternehmer                                            |  |
| Charalambos Zouras             | griechischer Speerwerfer                                                                             |  |